# Marie Centerwall
Karin Marie Centerwall, född 4 december 1964 i Hanebo församling i Gävleborgs län, är en socialdemokratisk politiker. Hon var kommunalråd i Bollnäs kommun 2010–2022.
Hon ersatte det avhoppade kommunalrådet Olle Nilsson Sträng efter dennes partibyte strax innan valet 2010. Hon hade dessförinnan besegrat Nilsson Sträng med 72 röster mot 28 i en omröstning i Socialdemokraterna om vem som skulle vara partiets kommunalrådskandidat i valet. Från nyåret 2011 var hon kommunstyrelsens ordförande, en post hon innehade i tre mandatperioder till 2022.  Sedan 2022 är hon ordförande i kommunfullmäktige.